# عيسى سيسوكو
عيسى سيسوكو (23 فبراير 1985 بباريس في فرنسا - ) (بالفرنسية: Issa Cissokho)‏ هو لاعب كرة قدم سنغالي وفرنسي في مركز الدفاع. شارك مع منتخب السنغال لكرة القدم. أما مع النوادي، فقد لعب مع نادي أورليانز ونادي باري ونادي جنوى ونادي لوهان كويسو ونادي نانت وUSJA Carquefou ‏ وBlois Football 41 ‏.

## روابط خارجية
- عيسى سيسوكو على موقع رابطة كرة القدم الفرنسية للمحترفين (الإنجليزية)
- عيسى سيسوكو على موقع قاعدة بيانات كرة القدم.إي يو (الإنجليزية)
- عيسى سيسوكو على موقع ليكيب (الفرنسية)
- عيسى سيسوكو على موقع ناشيونال فوتبول تيمز (الإنجليزية)
- عيسى سيسوكو على موقع Soccerway.com (الإنجليزية)
- عيسى سيسوكو على موقع AS.com (الإسبانية)